# Escudo de Alderney
El Escudo de armas de Alderney tiene la siguiente descripción heráldica: en un campo de azur (azul), un león rampante de oro, linguado, uñado, armado de gules (rojo) y coronado de oro con la Corona de San Eduardo que porta en su diestra una rama de plata, hojada del mismo metal (color) y afrutada de gules.
La Corona de San Eduardo es la empleada por los monarcas del Reino Unido, consiste un círculo de oro, engastado de piedras preciosas, compuesta de ocho florones, visibles cinco, la mitad con forma de cruz que se alternan con otros tantos con forma de flores de lis e interpolados de perlas. De los florones con forma de cruz salen cuatro diademas sumadas de perlas, que convergen en el mundo de azur o azul, con el semimeridiano y el ecuador en oro, sumado de cruz de oro. La corona forrada de gules o rojo y de armiño en su base.
En la bandera de Alderney figuran, con modificaciones, los elementos del escudo. Aparece representado el león rampante coronado pero se sustituye el color azul (azur en terminología heráldica) por el verde (sínople).